# Ermengol IX. (Urgell)
Ermengol IX. († 1243) war ein Graf von Urgell aus dem Haus Cabrera. Er war der ältere Sohn des Grafen Ponç von Urgell und der María González Girón.
Ermengol war noch ein Kind, als er seinem im Jahr 1243 verstorbenen Vater nachfolgte. Noch im selben Jahr starb er selbst, worauf die Grafschaft Urgell an seinen Bruder Álvaro überging. Bedingt durch seine Unmündigkeit und kurze Amtszeit wird Ermengol in zeitgenössischen Chroniken ignoriert, allein sein Grab in der Kirche Santa María von Castellón de Farfaña bezeugt seine Existenz. Die Deckplatte seines Sarkophags samt Liegefigur wurde in den 1960er Jahren in die Zweigstelle The Cloisters des Metropolitan Museum of Art in New York City überführt.